# Лелеки (Ганс Крістіан Андерсен)
«Лелеки» (дан. Storkene) — казка данського письменника Ганса Крістіана Андерсена 1839 року.

## Сюжет
На даху одного будинку в затишному гнізді жила родина лелек: мама-лелека, тато-лелека і їхні дітлахи.
Батьки вчили пташенят літати, щоб ті одного дня могли вільно піднятися попід небом та полетіти в далекі теплі краї. Пташенята довго розпитували лелек про той, край, куди їм потрібно буде летіти: про будинки і людей, які там проживають.
Нарешті настав той день, коли вся родина лелек весело знялася в небо і полетіла.

## Провідні мотиви
- сімейні цінності;
- турбота про природу та птахів.